# Fundulus nottii
Fundulus nottii är en fiskart som först beskrevs av Agassiz, 1854.  Fundulus nottii ingår i släktet Fundulus och familjen Fundulidae. IUCN kategoriserar arten globalt som livskraftig. Inga underarter finns listade i Catalogue of Life.